# Véménd
Véménd (németül: Wemend) község Baranya vármegyében, a Mohácsi járásban.

## Fekvése
Pécsváradtól keletre, Mohácstól észak-északkeletre, a Geresdi-dombság területén, a megye határán helyezkedik el. északabbi szomszédai már Tolna vármegyéhez tartoznak.

### Megközelítése
A legfontosabb közúti elérési útvonala, az átadása óta az M6-os autópálya, amely nemcsak, hogy áthalad a közigazgatási határai között, de csomópontja is van itt. Központján, annak főutcájaként az 5621-es út halad végig; Moháccsal és Pécsváraddal az 5606-os út, Himesházával pedig az 5614-es út kapcsolja össze.
A 2000-es években történt bezárása előtt érintette a Pécs–Bátaszék-vasútvonal is, melynek egy állomása volt a határai közt; az állomás a belterület nyugati szélén létesült, közúti elérését az 5621-es útból délnek kiágazó 56 304-es számú mellékút biztosította.

## Története
A kelet-baranyai település szelíd dombok között húzódik meg. Már a bronzkorban lakott volt: előbb a mészbetétes kultúra, később a kelták szórványleletei erről tanúskodnak.
Első említése 1332-1335 közötti időszakban történt Emon néven, csupán a 18. század első harmadában jelent meg a Vemen forma. Émen vagy Émel középkori magyar falu volt, a török megszállás alatt elnéptelenedett. 1690 körül rácok telepedtek meg itt, majd 1748 körül érkezett az első német telepescsoport. A németség gyors ütemben növekedett. A rácok száma az első világháborúig lassan fogyott. 1920 után az itt élő szerbek zöme Jugoszláviába optált. 1930-ban 243 lakos vallotta magát magyar, 2130 német, 5 szerb és 2 egyéb anyanyelvűnek. 1970-ben 1127 magyar és 1195 német élt itt. Külterületi lakos ekkor 186 fő volt, ebből a Cigánytelepen 100.
A szájhagyomány szerint a mai település csak 300 éves, korábban nyugatabbra feküdt a falu. A rácokban élénken élt a tudat, hogy Szerbiából a török elől menekültek ide a „nagy költözés’ idején vagy még korábban, s a környező völgyekben létesítettek ideiglenes településeket. Erre szerintük dűlőnevek, illetve falunevek emlékeztetnek, például: szh. Apatija, Batova, Berak, Demerkapija (Dömörkapu), Hristova dolina Korpač, Kapavac, Krstoš, Petrovac, Prkos, Sapud, Uros és Vemen. Őrizték azt a hagyományt is, hogy vissza kell térniük, ha hazájuk felszabadul.
A németekben is mindvégig tudatos maradt, hogy az akkori német birodalomból vándoroltak be, a közelebbi hely neve azonban elhomályosult. Egyes kutatók szerint a Rajna vidékéről, Szászföldről, Frankfurt és Fulda környékéről, valamint Ausztriából jöttek. A kolerajárványok elől is sokan ide menekültek a környező falvakból, például Palotabozsok első lakói. Az utolsó betelepülési hullám (1728-87) érkezőket „sváb parasztok”-nak, „telepesek”-nek (Schwabenbauern, Colonisten) nevezték.
Ebben a faluban épült fel az 1911-ben megnyitott Pécs–Pécsvárad–Bátaszék-vasútvonal egyik legfontosabb állomása, ahol a kezdetektől fogva jelentős teherforgalom bonyolódott. A vasút fénykorában Véméndről egészen Kiskunfélegyházáig, sőt Szegedig is el lehetett jutni.
1945 után a németek egy részét kitelepítették, helyüket 100 bukovinai székely család (Hadikfalváról), a csehszlovák-magyar lakosságcsere keretében 70 felvidéki család (a Csallóközből, Hontfüzesgyarmatról, Albárból, Szímőről, Kamocsáról stb.) s számos úgynevezett „magyar” telepes foglalta el (bár a többiek is magyarok voltak).
2001-ben lakosságának 22,1%-a vallotta magát németnek, 8,7%-a cigánynak.
A teknővájó cigányok egy része a mecseknádasdi, erdősmecskei, majd fekedi erdők cigánytelepeiről vándorolt be. 1936-60-ig a Kohlentalban, 1975-ig a Kirchengrundban laktak, végül a faluba telepítették őket. 1997-ben megszűnt a Pécs-Bátaszék vasútvonal személyforgalma a Pécsvárad–Palotabozsok közötti, majd néhány év múlva a Palotabozsok–Bátaszék közötti szakaszon is. A teherszállítás ugyan még néhány évig megmaradt, ám ma már méteres gaz borítja az egykor szebb napokat látott véméndi állomás vágányait.

## Idegen elnevezései
A település német neve Wemend. Horvátul a mohácsi horvátok által használt Vemen a hivatalos, de a versendi horvátok Vimennek nevezték a falut.

## Közélete

### Polgármesterei
- 1990–1994: Trábert András (független)[5]
- 1994–1998: Trábert András (független)[6]
- 1998–2002: Trábert András (független)[7]
- 2002–2006: Trábert András (független)[8]
- 2006–2010: Váradi János (független)[9]
- 2010–2014: Váradi János (független)[10]
- 2014–2019: Barta Erzsébet (Fidesz-KDNP)[11]
- 2019–2024: Szalonna Zoltán (független)[12]
- 2024– : Szalonna Zoltán (független)[1]

## Kultúra
1895-től dr. Guttmann Dezső volt a falu körorvosa. Itt született 1897. május 10-én lánya, Guttmann Márta, akit az elsők között vettek fel a Zeneakadémia 1911-ben indult speciális művészképző tanszakára. A fiatal hárfás mestere Mosshammer Román volt. Ő lett az első diplomát szerzett női hárfás Magyarországon.

## Sport
A véméndi futballpályán kezdték sportolói pályafutásukat idősebb Dárdai Pál (labdarúgó, 1951–2017)| és ifjabb Dárdai Pál (labdarúgó, 1976). Utóbbi, a Hertha Berlin volt edzője és volt játékosa, 2014-től 2015-ig a magyar labdarúgó-válogatott szövetségi kapitánya, rendszeresen hazajár Véméndre szintén futballista karrierre készülő fiaival.
A Véménd futballcsapata jelenleg (a 2024/25-es idényben) a Baranya megyei másodosztályban játszik.  

## Népesség
A település népességének változása:
| Lakosok száma | 1411 | 1382 | 1338 | 1315 | 1272 | 1195 | 1163 | 1152 |
|               | 2013 | 2014 | 2015 | 2019 | 2021 | 2022 | 2023 | 2024 |

A 2011-es népszámlálás során a lakosok 88,5%-a magyarnak, 18,1% cigánynak, 0,3% horvátnak, 30,5% németnek mondta magát (10,5% nem nyilatkozott; a kettős identitások miatt a végösszeg nagyobb lehet 100%-nál). A vallási megoszlás a következő volt: római katolikus 75%, református 5,3%, evangélikus 0,4%, felekezeten kívüli 2,8% (15,2% nem nyilatkozott).
2022-ben a lakosság 88,9%-a vallotta magát magyarnak, 25,9% németnek, 15,2% cigánynak, 0,3% horvátnak, 0,1-0,1% örménynek, bolgárnak, szlováknak és románnak, 1,6% egyéb, nem hazai nemzetiségűnek (9,8% nem nyilatkozott; a kettős identitások miatt a végösszeg nagyobb lehet 100%-nál). Vallásuk szerint 59,8% volt római katolikus, 4,2% református, 0,2% evangélikus, 1,3% egyéb keresztény, 0,9% egyéb katolikus, 7,3% felekezeten kívüli (26,3% nem válaszolt).

## Nevezetességei
- Az 1796-ban épült barokk stílusú templom
- Tájház
- Erdészház
- Véménd bel- és külterületén számos régi kőkereszt található, amelyeket felújításuk során egységesen kék színűre festettek.

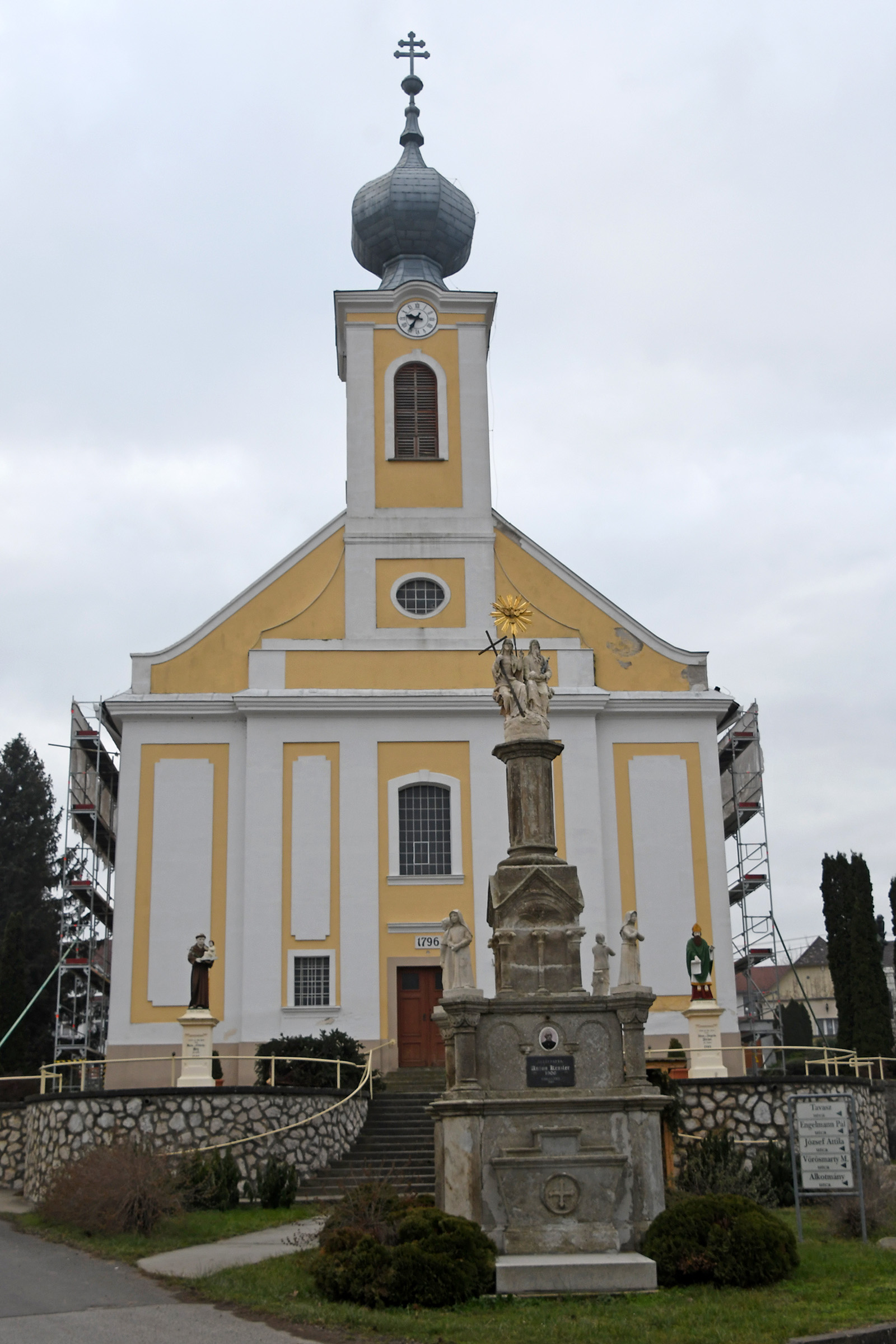
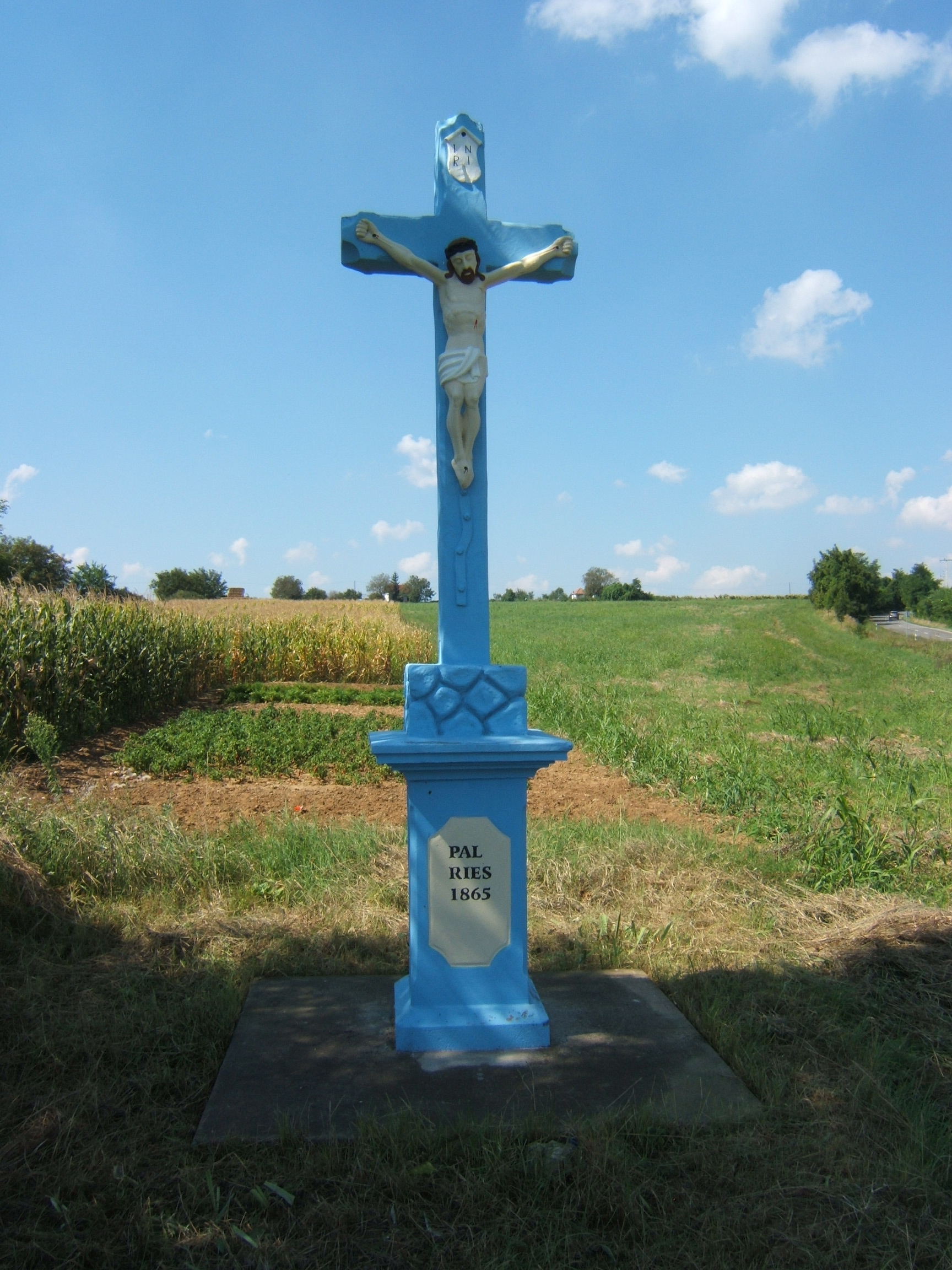
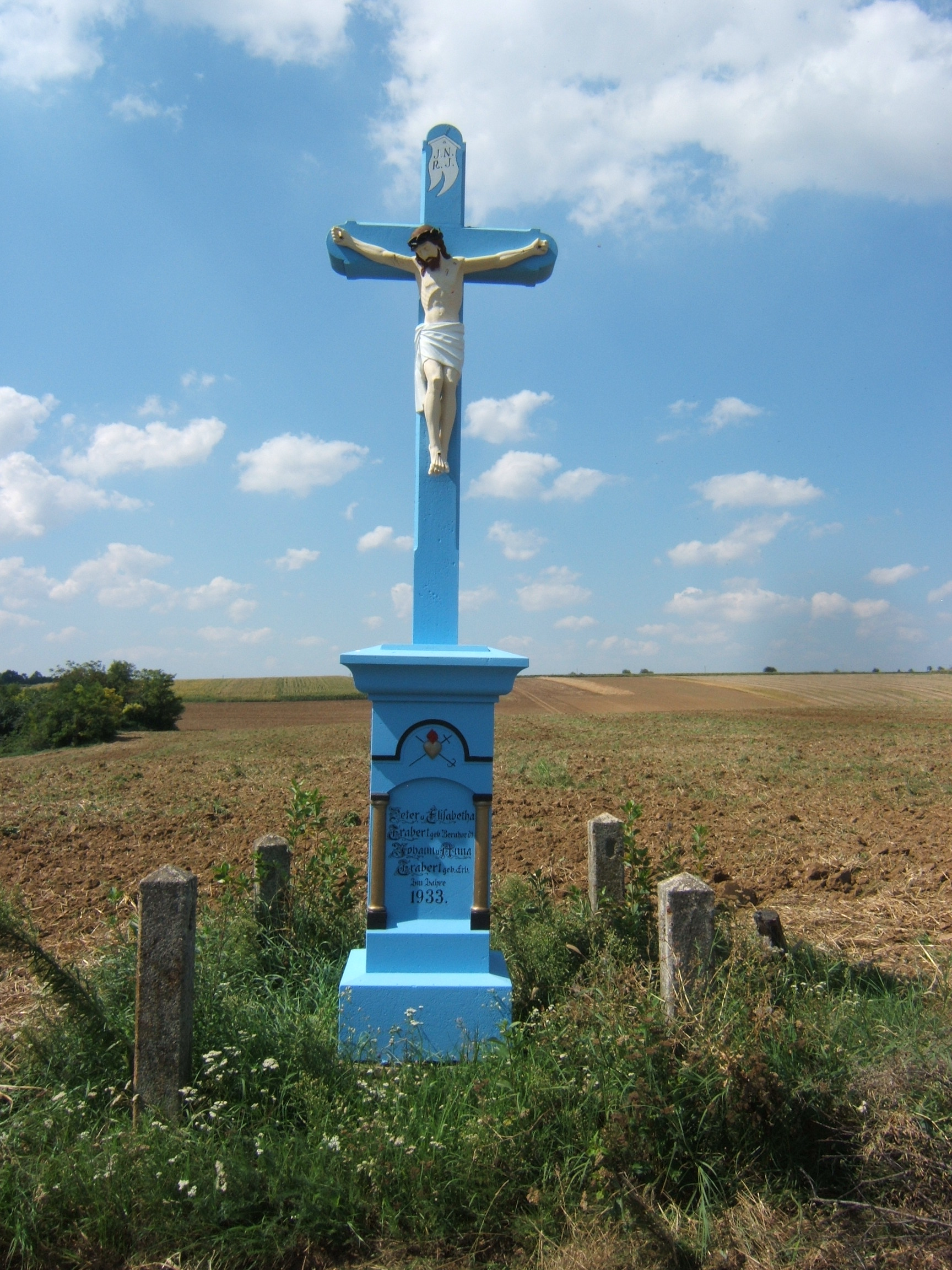
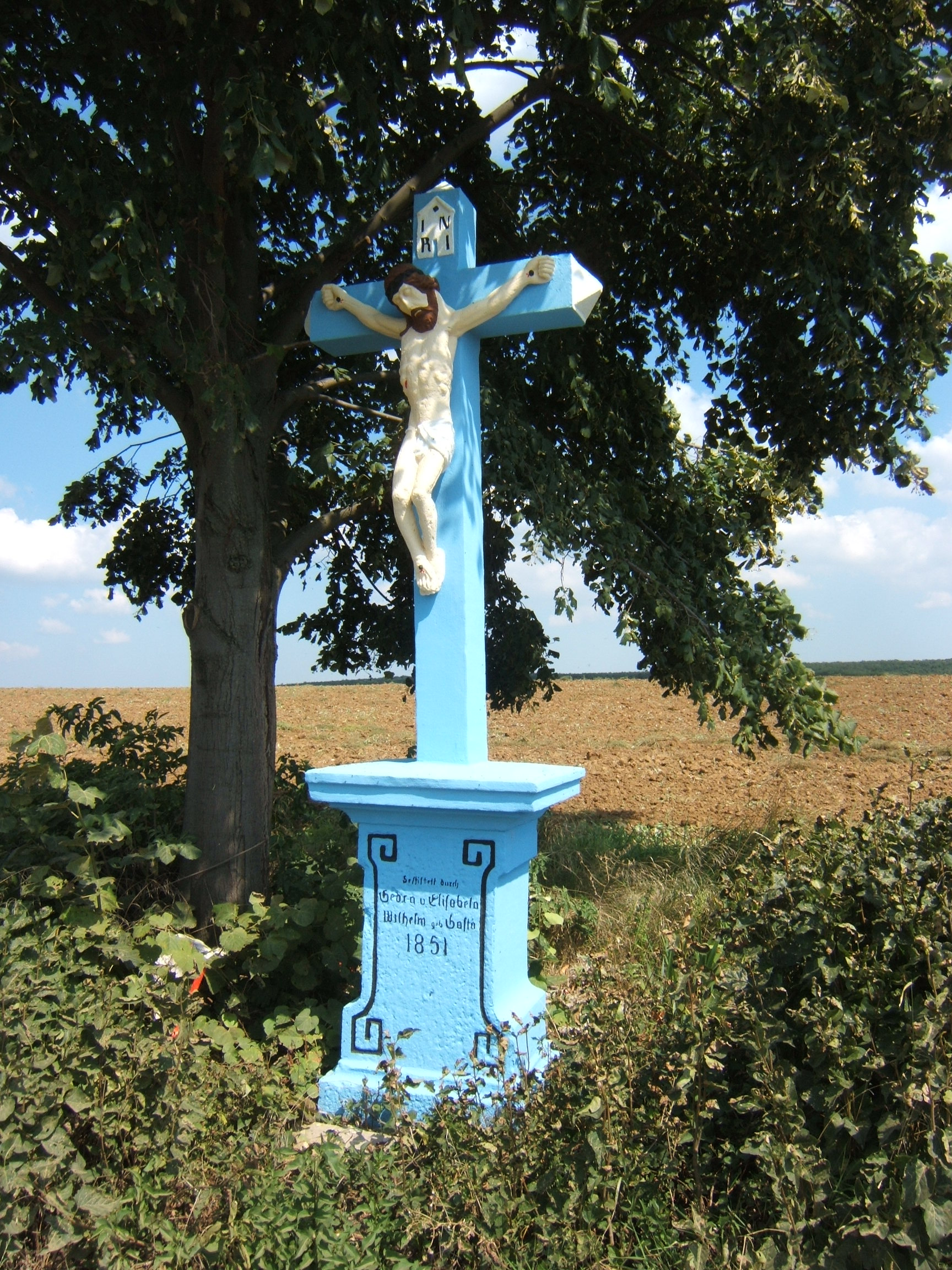
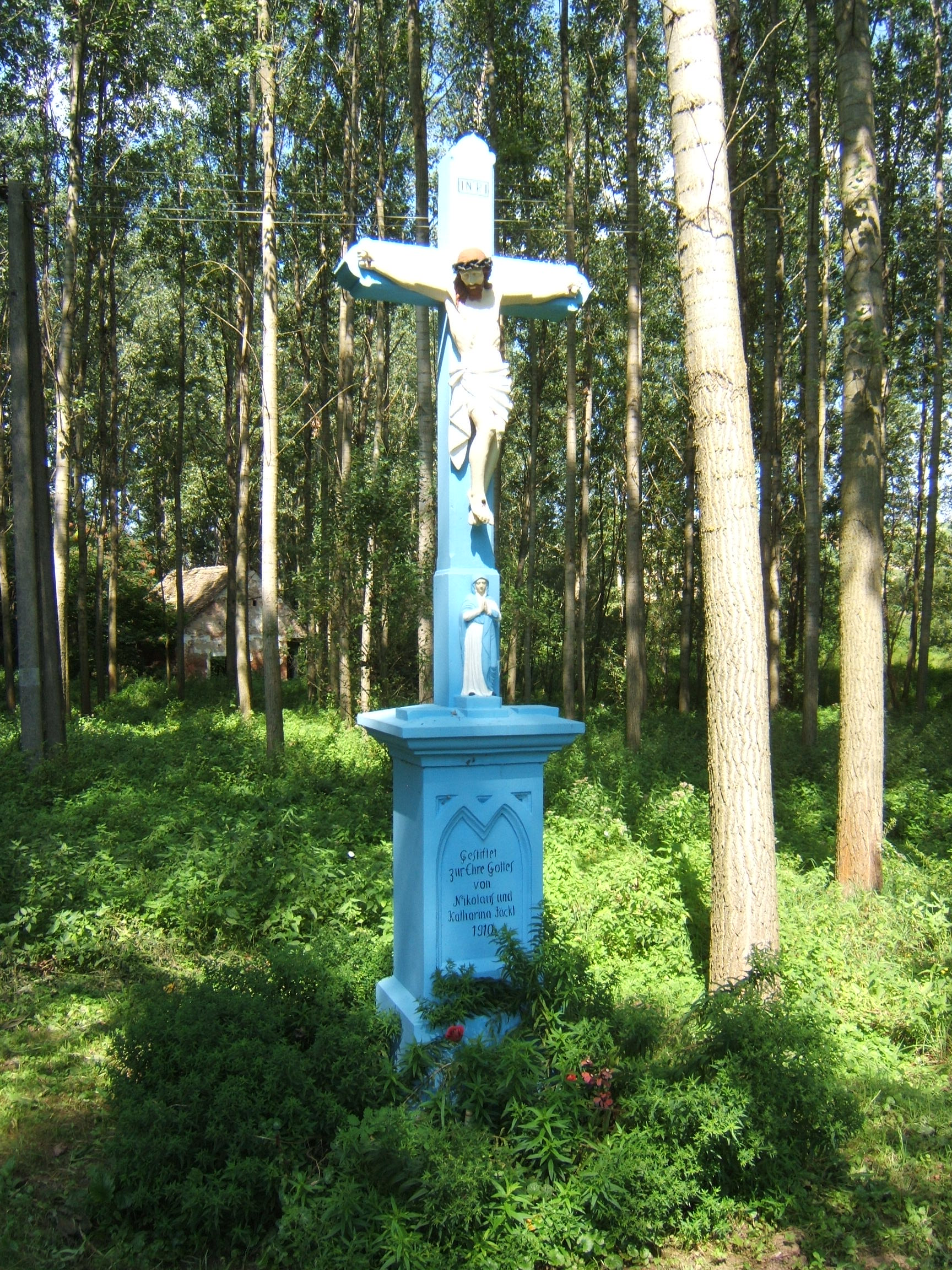